# Radicaal 20
Van de in totaal 214 Kangxi-radicalen heeft radicaal 20 de betekenis omhelzing. Het is een van de drieëntwintig radicalen die bestaan uit twee strepen.
In het Kangxi-woordenboek zijn er 64 karakters die dit radicaal gebruiken.

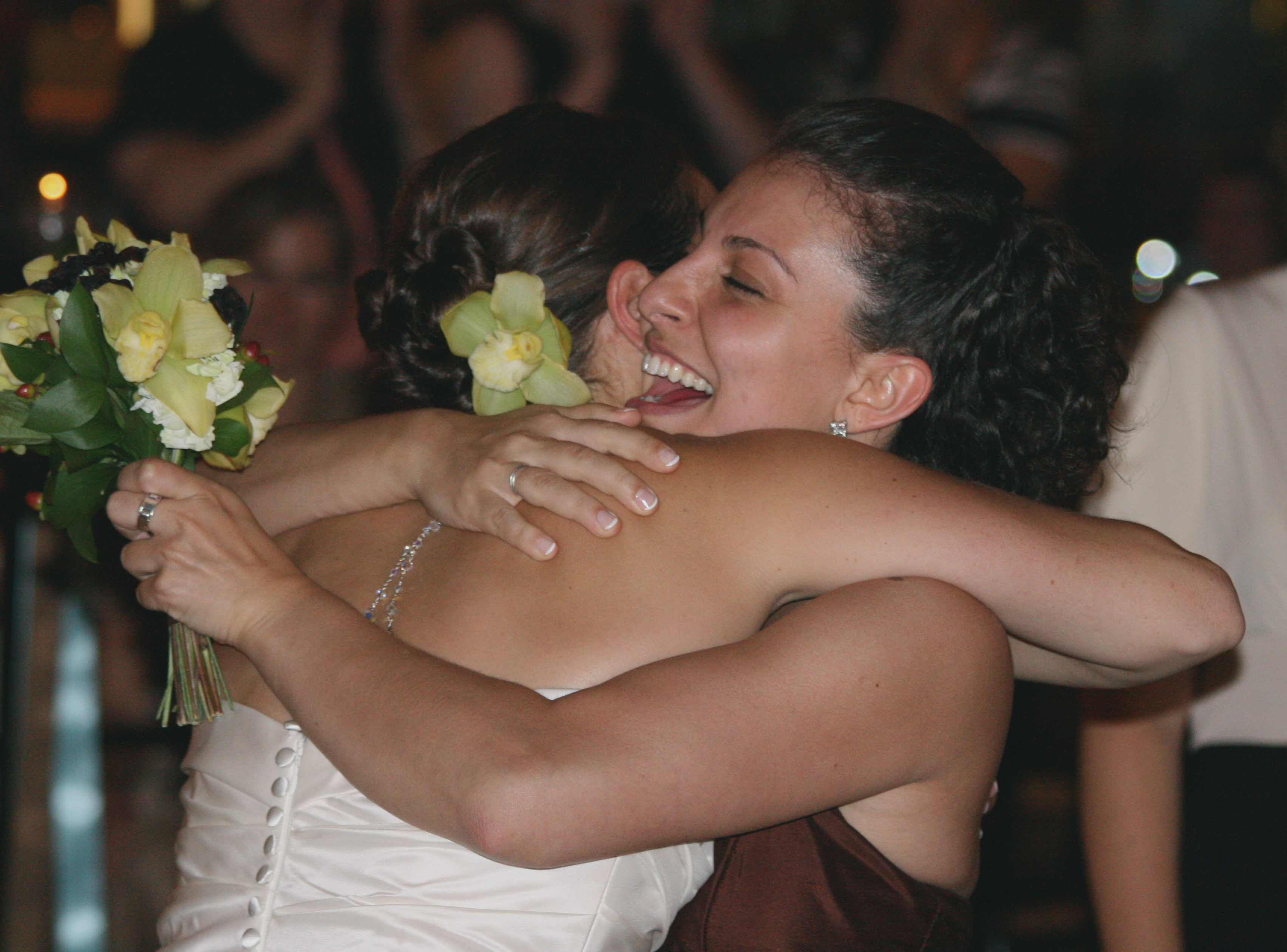
Omhelzing

## Karakters met het radicaal 20
| Strepen | Karakter                |
| ------- | ----------------------- |
| + 0     | 勹                      |
| + 1     | 勺                      |
| + 2     | 勻 勼 勽 勾 勿 匀 匁 匂 |
| + 3     | 匃 匄 包 匆 匇          |
| + 4     | 匈                      |
| + 5     | 匉                      |
| + 6     | 匊 匋 匌                |
| + 7     | 匍                      |
| + 7     | 匍                      |
| + 8     | 匎                      |
| + 9     | 匏 匐                   |
| + 10    | 匑 匒                   |
| + 11    | 匓                      |
| + 14    | 匔                      |

Klein zegelkarakter